# Bosc-Bénard-Commin
Bosc-Bénard-Commin település Franciaországban, Eure megyében. Lakosainak száma 319 fő (2017. január 1.). Bosc-Bénard-Commin Berville-en-Roumois, Bosgouet, Grand-Bourgtheroulde és La Londe községekkel határos.

## Népesség
A település népességének változása:
| Lakosok száma | 210  | 161  | 200  | 247  | 252  | 308  | 311  | 311  | 313  | 319  |
|               | 1962 | 1968 | 1975 | 1990 | 1999 | 2006 | 2008 | 2013 | 2015 | 2017 |